# Sauranthura rapanui
Sauranthura rapanui là một loài chân đều trong họ Anthuridae. Loài này được Kensley miêu tả khoa học năm 2003.